# Ледяные боги
«Аллан и ледяные боги, или Повесть о начале времён» (англ. Allan and the Ice Gods: A Tale of Beginnings; другие названия переводов: Аллан и Ледяные боги: Повесть об истоках; Ледяные боги) — роман английского писателя Генри Райдера Хаггарда, написанный в 1925 году, опубликованный в 1927 году, посмертно.
Сюжет романа, в основе которого лежат господствовавшие в европейских научных кругах первой четверти XX века представления о религиозных исканиях первобытных людей, подсказан был автору Р. Дж. Киплингом. Согласно этому сюжету, душа южноафриканского охотника Аллана Квотермейна перевоплощается в тело его далёкого предка, жившего в каменном веке.
В первом переводе на русский язык роман вышел в сокращённом виде — без I, II и XX (заключительной) глав, при этом исчезла привязка событий романа к Аллану Квотермейну — герою 14 произведений Хаггарда. Кроме того, принципиально изменено было название книги: вместо оригинального «Аллан и ледяные боги, или Повесть о начале времён» — просто «Ледяные боги».